# 玉南電気鉄道1形電車
玉南電気鉄道1形電車（ぎょくなんでんきてつどう1がたでんしゃ）は、京王電鉄京王線府中 - 京王八王子間に相当する路線を運営していた玉南電気鉄道が開業時に新造した電動客車（電車）。
後年通称「中型車」と呼ばれた、京王線戦前形14m級車の形状、寸法の源流となった形式である。

## 概要
京王電気軌道（京王電軌）は当初、新宿と八王子を結ぶことを目的として設立されたが、財政難その他の事情から自力では八王子に到達することが出来ず、府中止まりの時代が長く続いていた。
この問題に対し、京王電軌は沿線の地元資本の出資を募り、併せて地方鉄道法で定められていた新線開業に伴う補助金を得ることで資金不足を補うことを画策し、1921年に府中 - 東八王子間16.3kmについて地方鉄道法に基づく1,067mm軌間の路線免許を取得、さらに翌1922年には関連会社として株式の40%を自社で保有し、残りを主に沿線からの出資でまかなう形で玉南電気鉄道株式会社を設立、同社によってこの路線の建設を実施することとした。
かくして1925年3月24日の府中 - 東八王子間開業に備え、以下の各車が新造された。
デハ1 - 3・デハニ4 - 6
日本車輌製造製
さらに翌1926年3月に以下の各車が増備されている。
デハ7 - 8・デハニ9 - 10
雨宮製作所製

## 車体
車体長13,250mm、車体幅2,590mmの鉄骨木造車体を備える。
これらの寸法は地方鉄道建設規程に準拠したため、本形式設計当時、京王電軌の主力車であった23形と比較して一回り以上大きく設計されており、これらの値は玉南電気鉄道の京王電軌への吸収合併後に同社で製造された各形式に、ほぼそのまま踏襲されている。
定員は電動客車は86人（座席50人）、手荷物合造電動客車は72人（座席42人）である。
側面窓配置はD(1)13331(1)D（D：客用扉、(1)：戸袋窓、数字：窓数）、側窓は保護棒をその下部に取り付けた一段下降式で、妻面は強い曲面を描く3枚窓構成である。
鉄道車両設計の一大画期となった木造車から鋼製車への移行期に、それも路面電車から高速電車への過渡的形態として設計されたため、妻面窓下部に鋼板をリベットで打ち付けながら側面腰部は羽目板を並べ、床下にはトラス棒を装備、屋根は側面に明かり取り窓と水雷形通風器が交互に並ぶ二重屋根（レイルロード・ルーフあるいはダブルルーフとも）、それに床面の低いプラットホームからの乗降に対応した1段ステップ付き客用扉、とやや中途半端な印象を与える外観となっているのが特徴である。
なお、車体塗色は濃い目の茶色である。

## 主要機器

### 主電動機
イングリッシュ・エレクトリック (E.E.) 社が設計したDK-31を東洋電機製造でライセンス生産したものを各台車1基ずつ、吊り掛け式で搭載する。歯数比は64:20=3.20である。

### 制御器
ウェスティングハウス・エレクトリック (WH) 社製HL電空単位スイッチ式手動加速制御器を各車に搭載する。
制御段数は直列5段、並列4段で弱め界磁は搭載されていない。
なお、制御電源は架線からの600V電源をドロップ抵抗で降圧して使用する。このため本形式は電動発電機等の補助電源装置を搭載せず、前照灯や室内灯もドロップ抵抗の併用や回路を直列接続とするなどの処置により600V電源で動作するようになっている。

### 台車
鍛造軸ばね式台車のJ.G.ブリル社製Brill 77E1を装着する。各台車の基礎ブレーキ装置は片押し式、電動機は内掛け式である。

### ブレーキ
当初より連結運転を実施するため、ウェスティングハウス・エア・ブレーキ社製非常弁付き直通ブレーキ (SME) を搭載する。電動空気圧縮機 (CP) はWH社製DH-16を採用し、同ブレーキ装置に空気圧を供給する。

### 集電装置
1 - 6はばね上昇式のWH社製大型菱枠パンタグラフを、7 - 10は機関車用の空気圧上昇式菱枠パンタグラフである東洋電機製造TDK-Dを、それぞれ1基ずつ搭載する。

### 連結器
1 - 6は当初左右にバッファを備えた連環式連結器を装着したが、7 - 10は自動連結器を装着、1 - 6についても改軌改造以前に自動連結器へ交換した。

## 運用
前述の通り、玉南電気鉄道は1,067mm軌間で建設されたため、1,372mm軌間の京王電軌と相互乗り入れが出来ず、新宿から府中以西へ向かう乗客は、府中での乗り換えを強いられた。
しかも、肝心の補助金は玉南電気鉄道線が鉄道省中央本線の競合路線となることなどから交付申請が却下され、京王電軌としては玉南電気鉄道を別会社とし続ける必要も、同社線を1,067mm軌間のままとする必要も、ともに失われてしまった。
このため京王電軌は1926年12月1日をもって玉南電気鉄道を吸収合併、本形式は京王電気軌道1形（2代）1 - 10となり、京王電軌は同社線の1,372mm軌間への改軌を開始した。

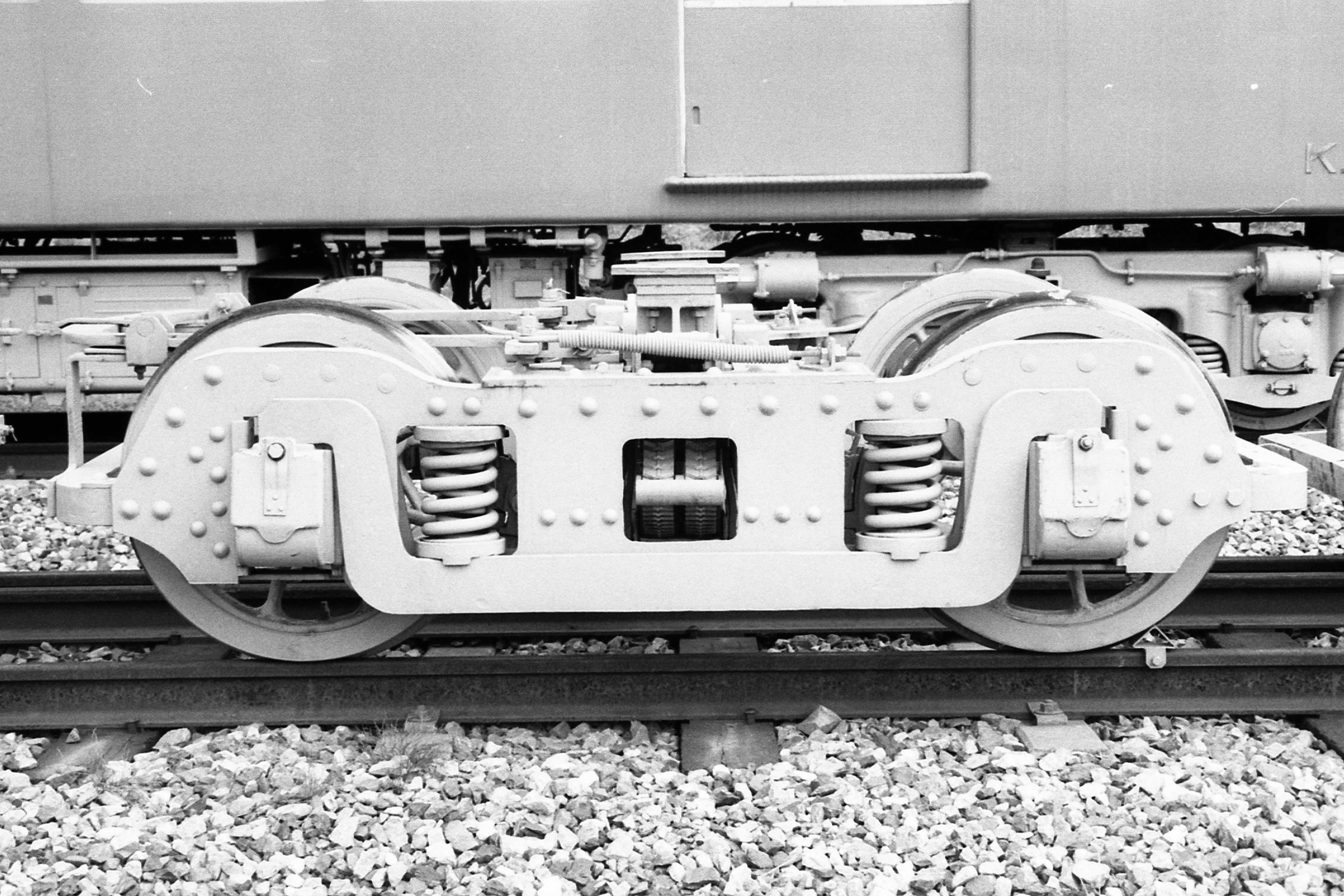
改軌時に交換された雨宮製台車
若葉台に保存されているもの

この際、本形式については工事期間の短縮を図って1,372mm軌間に対応する新台車を雨宮製作所で新造し、順次これと交換した。
また、合併後は京王電軌の側でも地上施設の改造による本形式の受け入れ対応工事が進められ、本形式についても併用軌道区間の走行に備え、救助網と外付けステップの追加装備が実施されている。
その後、1938年には、経年により木部を中心に老朽化が進んだため、車体補修、手荷物室撤廃およびその他改造が日本鉄道自動車工業により行われた。これにより定員は全車88人となった。
また、1940年には混雑対策として車体中央部に客用扉を増設して3扉化が実施され、各扉周辺が鋼板張りに改造された。また、併せて乗務員室奥行き確保のために妻面の曲率をゆるく変更し、乗務員室脇に小窓が設置されている。この段階での窓配置は1D(1)13D(1)31(1)D1で、中央扉は車体中央部からややずれて設置されていた。1943年には片側の運転台の機器を撤去し、片運転台車となっている。
1944年5月31日の陸上交通事業調整法に基づく東京急行電鉄（大東急）への合併後、本形式はデハ2000形（初代）2001 - 2010へ改番された。
本形式は戦時中の空襲等による被災廃車が1両も発生しておらず、1948年6月1日の京王帝都電鉄としての分離独立時にも形式称号および車両番号はそのまま継承された。なお、同じ1948年には妻面中央窓下に取り付けていた前照灯を屋根上へ移設した。
1953年にはデハ2002・2007・2010が改造され、2700系サハ2751 - 2753となった。もっともこれは、更新名目の新製車に台車だけ引き継がれたものである。
翌1954年6月にはサハ代用となっていたデハ2008について運転台撤去・電装解除工事を行ってサハ2008としたものの、最終的に1954年11月18日付で残存全車が廃車となった。
この際、デハ2006が松本電気鉄道に譲渡され、台車を中古のDT10へ交換の上でデハ18とされ、1963年までそのまま使用された他、不要となった台枠がレール運搬貨車チキ2970形と江ノ島電鉄300形305編成に流用され、江ノ島電鉄では2022年現在も同編成を通常運用中である。また主電動機についてはデハ2125形、2200形など2個モーター車の出力増強に使用された。